# Fußball-Europameisterschaft 2016/Gruppe B
| Pl. | Land     | Sp. | S | U | N | Tore    | Diff. | Punkte |
| --- | -------- | --- | - | - | - | ------- | ----- | ------ |
| 1.  | Wales    | 3   | 2 | 0 | 1 | 006:300 | +3    | 06     |
| 2.  | England  | 3   | 1 | 2 | 0 | 003:200 | +1    | 05     |
| 3.  | Slowakei | 3   | 1 | 1 | 1 | 003:300 | ±0    | 04     |
| 4.  | Russland | 3   | 0 | 1 | 2 | 002:600 | −4    | 01     |

Gruppe B der Fußball-Europameisterschaft 2016:

## Wales – Slowakei 2:1 (1:0)
| Wales                                                      | Wales | Slowakei | Slowakei | Aufstellung                      |
| ---------------------------------------------------------- | --- | --- | -------- | -------------------------------- |
| Wales                                                      | \| 1. Spieltag \| \| 11. Juni 2016 um 18:00 Uhr in Bordeaux (Stade de Bordeaux) \| \| Zuschauer: 37.831 \| \| Schiedsrichter: Svein Oddvar Moen ( Norwegen) \| \| Spielbericht \|                                                                  | \| 1. Spieltag \| \| 11. Juni 2016 um 18:00 Uhr in Bordeaux (Stade de Bordeaux) \| \| Zuschauer: 37.831 \| \| Schiedsrichter: Svein Oddvar Moen ( Norwegen) \| \| Spielbericht \|                                                               | Slowakei | Aufstellung Wales gegen Slowakei |
| Wales                                                      | Danny Ward – James Chester, Ashley Williams , Ben Davies – Chris Gunter, Joe Allen, David Edwards (69. Joe Ledley), Aaron Ramsey (88. Ashley Richards), Neil Taylor – Jonny Williams (71. Hal Robson-Kanu), Gareth Bale Cheftrainer: Chris Coleman | Matúš Kozáčik – Peter Pekarík, Martin Škrtel , Ján Ďurica, Dušan Švento – Róbert Mak, Juraj Kucka, Patrik Hrošovský (60. Ondrej Duda), Marek Hamšík, Vladimír Weiss (83. Miroslav Stoch) – Michal Ďuriš (59. Adam Nemec) Cheftrainer: Ján Kozák | Slowakei | Aufstellung Wales gegen Slowakei |
| Wales                                                      | 1:0 Bale (10.) 2:1 Robson-Kanu (81.) | 1:1 Duda (61.) | Slowakei | Aufstellung Wales gegen Slowakei |
| Wales                                                      | Hrošovský (31.), Mak (78.), Weiss (80.), Kucka (83.), Škrtel (90.+2′) | | Slowakei | Aufstellung Wales gegen Slowakei |
| Wales                                                      | Spieler des Spiels: Joe Allen (Wales) | | Slowakei | Aufstellung Wales gegen Slowakei |
| 1. Spieltag                                                | | |          |                                  |
| 11. Juni 2016 um 18:00 Uhr in Bordeaux (Stade de Bordeaux) | | |          |                                  |
| Zuschauer: 37.831                                          | | |          |                                  |
| Schiedsrichter: Svein Oddvar Moen ( Norwegen)              | | |          |                                  |
| Spielbericht                                               | | |          |                                  |

Die Slowakei begann stark und Marek Hamšík vergab die mögliche Führung in der 3. Minute nur knapp. Sieben Minuten später kippte das Spiel, als Gareth Bale Wales mit einem direkt verwandelten aber nicht unhaltbaren Freistoß in Front brachte. Was folgte, war ein vor allem im Mittelfeld konzentriertes Spiel beider Mannschaften; den Slowaken mangelte es sichtlich an benötigten Offensivideen. Diese hatten in der 32. Minute zudem noch Glück, denn Wales blieb nach einem Foul von Martin Škrtel an Jonny Williams ein Elfmeter verwehrt. In der zweiten Halbzeit änderte sich am eigentlichen Spielablauf wenig: Wales agierte aggressiv und die Slowaken wirkten ratlos. Aufwind brachte Ondrej Duda in die Partie, erzielte er, eine Minute zuvor eingewechselt, in der 61. Minute aus dem Nichts zunächst den Ausgleich und eröffnete eine Phase, in der die Slowakei zumindest zeitweise zu mehr Spielanteilen kam und Druck auf Wales ausüben konnte. Erst Hal Robson-Kanus Treffer neun Minuten vor Spielende und ein wenig später nur den Pfosten treffender Schuss von Adam Nemec besiegelten den walisischen Auftaktsieg.

## England – Russland 1:1 (0:0)
| England                                                   | England | Russland | Russland | Aufstellung                        |
| --------------------------------------------------------- | --- | --- | -------- | ---------------------------------- |
| England                                                   | \| 1. Spieltag \| \| 11. Juni 2016 um 21:00 Uhr in Marseille (Stade Vélodrome) \| \| Zuschauer: 62.343 \| \| Schiedsrichter: Nicola Rizzoli ( Italien) \| \| Spielbericht \|                                     | \| 1. Spieltag \| \| 11. Juni 2016 um 21:00 Uhr in Marseille (Stade Vélodrome) \| \| Zuschauer: 62.343 \| \| Schiedsrichter: Nicola Rizzoli ( Italien) \| \| Spielbericht \| | Russland | Aufstellung England gegen Russland |
| England                                                   | Joe Hart – Kyle Walker, Gary Cahill, Chris Smalling, Danny Rose – Dele Alli, Eric Dier, Wayne Rooney (78. Jack Wilshere) – Adam Lallana, Harry Kane, Raheem Sterling (87. James Milner) Cheftrainer: Roy Hodgson | Igor Akinfejew – Igor Smolnikow, Sergei Ignaschewitsch, Wassili Beresuzki , Georgi Schtschennikow – Roman Neustädter (80. Denis Gluschakow), Alexander Golowin (77. Roman Schirokow) – Fjodor Smolow (85. Pawel Mamajew), Oleg Schatow, Alexander Kokorin – Artjom Dsjuba Cheftrainer: Leonid Sluzki | Russland | Aufstellung England gegen Russland |
| England                                                   | 1:0 Dier (73.) | 1:1 W. Beresuzki (90.+2′) | Russland | Aufstellung England gegen Russland |
| England                                                   | Cahill (62.) | Schtschennikow (72.) | Russland | Aufstellung England gegen Russland |
| England                                                   | Spieler des Spiels: Eric Dier (England) | | Russland | Aufstellung England gegen Russland |
| 1. Spieltag                                               | | |          |                                    |
| 11. Juni 2016 um 21:00 Uhr in Marseille (Stade Vélodrome) | | |          |                                    |
| Zuschauer: 62.343                                         | | |          |                                    |
| Schiedsrichter: Nicola Rizzoli ( Italien)                 | | |          |                                    |
| Spielbericht                                              | | |          |                                    |

Gleich zu Beginn zeigte das Spiel, in welche Richtung es sich entwickeln würde. Die Engländer, in einer sehr offensiven 4-1-2-3-Formation spielend, vergaben in den ersten zehn Minuten gleich ein halbes Dutzend Chancen zum Führungstreffer, die Russen bemühten sich ihrerseits, diesem Ansturm standzuhalten. Über weite Strecken der ersten Halbzeit wiederholte sich dieses Muster der totalen englischen Überlegenheit und russischem Dagegenhalten. Die besten englischen Versuche unternahmen in der 22. Minute Adam Lallana und in der 35. Minute Wayne Rooney, als Igor Akinfejew dessen Vollspannschuss von der Strafraumgrenze gerade noch parieren konnte. Aus der Pause kommend, kamen die Russen zwar zu mehr Spielanteilen, blieben aber insgesamt zu harmlos; ein Schuss Smolows in der 63. Minute, der knapp neben das englische Tor ging, stellte die erste russische Chance der zweiten Hälfte dar. In der 73. Minute belohnte Eric Dier sein Team mittels direkt verwandeltem Freistoß, doch der „gedachte“ Sieg blieb aus, denn in der Nachspielzeit erzielte Beresuzki mit einer Kopfball-Bogenlampe den Ausgleich. Überschattet wurde das Unentschieden von randalierenden Anhängern beider Mannschaften, die sich erst im Stadion und später in den Straßen Marseilles Schlägereien lieferten.

## Russland – Slowakei 1:2 (0:2)
| Russland                                                              | Russland | Slowakei | Slowakei | Aufstellung                         |
| --------------------------------------------------------------------- | --- | --- | -------- | ----------------------------------- |
| Russland                                                              | \| 2. Spieltag \| \| 15. Juni 2016 um 15:00 Uhr in Villeneuve-d’Ascq (Stade Pierre-Mauroy) \| \| Zuschauer: 38.989 \| \| Schiedsrichter: Damir Skomina ( Slowenien) \| \| Spielbericht \| | \| 2. Spieltag \| \| 15. Juni 2016 um 15:00 Uhr in Villeneuve-d’Ascq (Stade Pierre-Mauroy) \| \| Zuschauer: 38.989 \| \| Schiedsrichter: Damir Skomina ( Slowenien) \| \| Spielbericht \|                                                     | Slowakei | Aufstellung Russland gegen Slowakei |
| Russland                                                              | Igor Akinfejew – Igor Smolnikow, Sergei Ignaschewitsch, Wassili Beresuzki , Georgi Schtschennikow – Roman Neustädter (46. Denis Gluschakow), Alexander Golowin (46. Pawel Mamajew) – Fjodor Smolow, Oleg Schatow, Alexander Kokorin (75. Roman Schirokow) – Artjom Dsjuba Cheftrainer: Leonid Sluzki | Matúš Kozáčik – Peter Pekarík, Martin Škrtel , Ján Ďurica, Tomáš Hubočan – Róbert Mak (80. Michal Ďuriš), Juraj Kucka, Viktor Pečovský, Marek Hamšík, Vladimír Weiss (72. Dušan Švento) – Ondrej Duda (67. Adam Nemec) Cheftrainer: Ján Kozák | Slowakei | Aufstellung Russland gegen Slowakei |
| Russland                                                              | 1:2 Gluschakow (80.) | 0:1 Weiss (32.) 0:2 Hamšík (45.) | Slowakei | Aufstellung Russland gegen Slowakei |
| Russland                                                              | Ďurica (46.) | | Slowakei | Aufstellung Russland gegen Slowakei |
| Russland                                                              | Spieler des Spiels: Marek Hamšík (Slowakei) | | Slowakei | Aufstellung Russland gegen Slowakei |
| 2. Spieltag                                                           | | |          |                                     |
| 15. Juni 2016 um 15:00 Uhr in Villeneuve-d’Ascq (Stade Pierre-Mauroy) | | |          |                                     |
| Zuschauer: 38.989                                                     | | |          |                                     |
| Schiedsrichter: Damir Skomina ( Slowenien)                            | | |          |                                     |
| Spielbericht                                                          | | |          |                                     |

Die für Russland bereits als „kleines Finale“ abgestempelte Partie begannen diese mit tiefstehender Defensivformation, zeigten nach einem ersten Torschuss des Slowaken Hamšík in der 10. Minute über Versuche von Dsjuba und Smolow Gegenwehr und öffneten sich daraufhin etwas. Doch die Slowakei spielte cleverer und Vladimír Weiss gelang nach gutem Zuspiel durch Hamšík sowie toller Einzelaktion der Führungstreffer. Hamšík belohnte sein energisches Auftreten kurz vor Halbzeit, als sein Schuss vom Innenpfosten abprallend den Weg ins russische Tor fand. Obwohl den Slowaken auch die ersten Minuten des zweiten Durchgangs gehörten, machten die Russen Druck und kamen zu vereinzelten Abschlüssen, die aber meist zu unpräzise waren, um gefährlich zu werden. Erst zehn Minuten vor Abpfiff gelang Denis Gluschakow nach Kopfball der Anschlusstreffer, der eine hektische Schlussphase einleitete, die die Slowakei aber herunterspielen und die Führung so über die Zeit bringen konnte.

## England – Wales 2:1 (0:1)
| England                                                     | England | Wales | Wales | Aufstellung                     |
| ----------------------------------------------------------- | --- | --- | ----- | ------------------------------- |
| England                                                     | \| 2. Spieltag \| \| 16. Juni 2016 um 15:00 Uhr in Lens (Stade Bollaert-Delelis) \| \| Zuschauer: 34.033 \| \| Schiedsrichter: Felix Brych ( Deutschland) \| \| Spielbericht \|                                                          | \| 2. Spieltag \| \| 16. Juni 2016 um 15:00 Uhr in Lens (Stade Bollaert-Delelis) \| \| Zuschauer: 34.033 \| \| Schiedsrichter: Felix Brych ( Deutschland) \| \| Spielbericht \|                                                   | Wales | Aufstellung England gegen Wales |
| England                                                     | Joe Hart – Kyle Walker, Gary Cahill, Chris Smalling, Danny Rose – Dele Alli, Eric Dier, Wayne Rooney – Adam Lallana (73. Marcus Rashford), Harry Kane (46. Jamie Vardy), Raheem Sterling (46. Daniel Sturridge) Cheftrainer: Roy Hodgson | Wayne Hennessey – Chris Gunter, James Chester, Ashley Williams , Ben Davies, Neil Taylor – Aaron Ramsey, Joe Ledley (67. David Edwards), Joe Allen – Hal Robson-Kanu (72. Jonny Williams), Gareth Bale Cheftrainer: Chris Coleman | Wales | Aufstellung England gegen Wales |
| England                                                     | 1:1 Vardy (56.) 2:1 Sturridge (90.+2′) | 0:1 Bale (42.) | Wales | Aufstellung England gegen Wales |
| England                                                     | Davies (61.) | | Wales | Aufstellung England gegen Wales |
| England                                                     | Spieler des Spiels: Joe Allen (Wales) | | Wales | Aufstellung England gegen Wales |
| 2. Spieltag                                                 | | |       |                                 |
| 16. Juni 2016 um 15:00 Uhr in Lens (Stade Bollaert-Delelis) | | |       |                                 |
| Zuschauer: 34.033                                           | | |       |                                 |
| Schiedsrichter: Felix Brych ( Deutschland)                  | | |       |                                 |
| Spielbericht                                                | | |       |                                 |

Bereits in der 7. Minute hatte England durch Sterling die Chance zur Führung, der nach einer Flanke von Lallana den Ball aber deutlich über das Tor setzte. Das folgende, gleichermaßen schwach ablaufende Spiel, das beiden Mannschaften keine beachtenswerten Treffergelegenheiten bot und spielerisch eher schwach daherkam, wurde in der 32. Minute durch ein Handspiel von Ben Davies im Strafraum unterbrochen, welches Schiedsrichter Felix Brych jedoch als unabsichtlich bewertete. Schließlich war es Wales, das kurz vor der Pause durch einen direkt verwandelten 35-Meter-Freistoß von Gareth Bale vorlegte und Englands Torhüter Joe Hart alt aussehen ließ. Die zweiten 45 Minuten gehörten dann den Engländern, die, durch Einwechslungen von Jamie Vardy und Daniel Sturridge offensiv gestärkt, alles daran setzten, den Ausgleich zu erzielen. Vardy gelang dies tatsächlich, nachdem er den Ball nach Defensivfehler von Wales-Kapitän Williams nur noch abstauben musste. Trotz Wales’ sinkender Leistung aber erheblichen Abwehrbemühungen schafften sie es nicht, dass Remis zu retten: Sturridge schlug den Ball nach Pass von Dele Alli ins walisische Tor und bescherte England glückliche drei Punkte.

## Slowakei – England 0:0
| Slowakei                                                              | Slowakei | England | England | Aufstellung                        |
| --------------------------------------------------------------------- | --- | --- | ------- | ---------------------------------- |
| Slowakei                                                              | \| 3. Spieltag \| \| 20. Juni 2016 um 21:00 Uhr in Saint-Étienne (Stade Geoffroy-Guichard) \| \| Zuschauer: 39.051 \| \| Schiedsrichter: Carlos Velasco Carballo ( Spanien) \| \| Spielbericht \|                                                    | \| 3. Spieltag \| \| 20. Juni 2016 um 21:00 Uhr in Saint-Étienne (Stade Geoffroy-Guichard) \| \| Zuschauer: 39.051 \| \| Schiedsrichter: Carlos Velasco Carballo ( Spanien) \| \| Spielbericht \|                                               | England | Aufstellung Slowakei gegen England |
| Slowakei                                                              | Matúš Kozáčik – Peter Pekarík, Martin Škrtel , Ján Ďurica, Tomáš Hubočan – Róbert Mak, Juraj Kucka, Viktor Pečovský (67. Norbert Gyömbér), Marek Hamšík, Vladimír Weiss (78. Milan Škriniar) – Ondrej Duda (57. Dušan Švento) Cheftrainer: Ján Kozák | Joe Hart – Nathaniel Clyne, Gary Cahill , Chris Smalling, Ryan Bertrand – Jordan Henderson, Eric Dier, Jack Wilshere (56. Wayne Rooney) – Adam Lallana (61. Dele Alli), Jamie Vardy, Daniel Sturridge (76. Harry Kane) Cheftrainer: Roy Hodgson | England | Aufstellung Slowakei gegen England |
| Slowakei                                                              | Pečovský (24.) | Bertrand (52.) | England | Aufstellung Slowakei gegen England |
| Slowakei                                                              | Spieler des Spiels: Matúš Kozáčik (Slowakei) | | England | Aufstellung Slowakei gegen England |
| 3. Spieltag                                                           | | |         |                                    |
| 20. Juni 2016 um 21:00 Uhr in Saint-Étienne (Stade Geoffroy-Guichard) | | |         |                                    |
| Zuschauer: 39.051                                                     | | |         |                                    |
| Schiedsrichter: Carlos Velasco Carballo ( Spanien)                    | | |         |                                    |
| Spielbericht                                                          | | |         |                                    |

## Russland – Wales 0:3 (0:2)
| Russland                                                     | Russland | Wales | Wales | Aufstellung                      |
| ------------------------------------------------------------ | --- | --- | ----- | -------------------------------- |
| Russland                                                     | \| 3. Spieltag \| \| 20. Juni 2016 um 21:00 Uhr in Toulouse (Stadium de Toulouse) \| \| Zuschauer: 28.840 \| \| Schiedsrichter: Jonas Eriksson ( Schweden) \| \| Spielbericht \| | \| 3. Spieltag \| \| 20. Juni 2016 um 21:00 Uhr in Toulouse (Stadium de Toulouse) \| \| Zuschauer: 28.840 \| \| Schiedsrichter: Jonas Eriksson ( Schweden) \| \| Spielbericht \|                                                          | Wales | Aufstellung Russland gegen Wales |
| Russland                                                     | Igor Akinfejew – Igor Smolnikow, Wassili Beresuzki (46. Alexei Beresuzki), Sergei Ignaschewitsch, Dmitri Kombarow – Pawel Mamajew, Denis Gluschakow – Fjodor Smolow (70. Alexander Samedow), Roman Schirokow (52. Alexander Golowin), Alexander Kokorin – Artjom Dsjuba Cheftrainer: Leonid Sluzki | Wayne Hennessey – Chris Gunter, James Chester, Ashley Williams , Ben Davies, Neil Taylor – Joe Allen (74. David Edwards), Joe Ledley (76. Andy King), Aaron Ramsey – Gareth Bale (83. Simon Church), Sam Vokes Cheftrainer: Chris Coleman | Wales | Aufstellung Russland gegen Wales |
| Russland                                                     | 0:1 Ramsey (11.) 0:2 Taylor (20.) 0:3 Bale (67.) | | Wales | Aufstellung Russland gegen Wales |
| Russland                                                     | Mamajew (64.) | Vokes (16.) | Wales | Aufstellung Russland gegen Wales |
| Russland                                                     | Spieler des Spiels: Aaron Ramsey (Wales) | | Wales | Aufstellung Russland gegen Wales |
| 3. Spieltag                                                  | | |       |                                  |
| 20. Juni 2016 um 21:00 Uhr in Toulouse (Stadium de Toulouse) | | |       |                                  |
| Zuschauer: 28.840                                            | | |       |                                  |
| Schiedsrichter: Jonas Eriksson ( Schweden)                   | | |       |                                  |
| Spielbericht                                                 | | |       |                                  |